# الحسن الكتاني
الحَسَنُ بْنُ عَلِيٍّ الكَتَّانِيُّ فقيه مغربي، وهو نجل المهندس والمؤرخ عليِّ بنِ المنتصرِ الكتانيِّ. ولد في مدينة سَلَا سنة 1392 للهجرة، ثم ارتحل مع والديه متنقلا بين بُسْطُنَ والظَّهْرَانِ، حتى انتهى به المطاف إلى الحِجَازِ حيث أتم دراسته الثانوية. درس تدبير الأعمال في المعهد الدولي للتعليم العالي بالرباط، ثم سلك سبيل التفقه في الدين، فدرس الفقه وأصوله في جامعة آل البيت بالشام. ونال شهادة الدكتوراة في أصول الفقه من الجامعة الإسلامية بمينيسوتة سنة 1442.
اُعتقل يوم 18 فبراير 2003 في حملة اعتقالات واسعة طالت جَمْعًا من العلماء والدعاة والخطباء في سياق إعلان الولايات المتحدة الأمريكية لحربها على الإرهاب. أُفرج عنه في ذكرى المولد النبوي لسنة 1433 (2012 مـ) في أعقاب احتجاجات الربيع العربي (1432 هـ/2011 مـ).

## حياته
ولد في سلا في 7 رجب 1392 (16 غشت 1972). درس التمهيدي بمدرسة أمريكية في مدينة بسطن والابتدائي في بمدارس الظهران الأهلية شرق المملكة العربية السعودية حيث كان أبوه، يُدرس في جامعة البترول والمعادن بها. وفي سنة 1403ه انتقل للحجاز، لمدينة جدة حيث أكمل دراسته بمدرسة منارة جدة الأهلية. إلى أن نال الشهادة الثانوية سنة 1409ه. سافر لكثير من البلدان، منها إسبانيا مرارًا مع والده ومع غيره، ودخل للجزائر وزار تونس، ودخل لدمشق لصلة الرحم ولقي علماءها، وزار تركيا وقبرص وباكستان مع والديه وكذلك ماليزيا وسنغافورة وأستراليا ووالولايات المتحدة وكندا وسويسرا.
لما انتقل والده، للعمل بمنظمة المؤتمر الإسلامي مديرًا عامًّّا للمؤسسة الإسلامية للعلوم والتقنية بجدة، درس بمدارس منارة جدة. ولما انتهى تسجل في جامعة آل البيت بالمفرق، في قسم الفقه والأصول. وانتقل بعد ذلك لرباط بالمغرب فدرس في المعهد العالي العالمي علوم الإدارة والاقتصاد باللغة الإنجليزية (IIHEM) إلى أن نال شهادة الإجازة سنة 1416ه.
ثم شد الرحال للأردن، حيث استقر في عاصمتها عمَّان، ودرس في جامعة آل البيت الماجستير في الفقه والأصول، بمدينة المفرق قرب الحدود السورية. وكانت رسالته عن «فقه الحافظ أحمد بن الصديق الغماري دراسة مقارنة» أشرف عليه فيها من الناحية التاريخية العلامة المؤرخ سعد الله أبو القاسم الجزائري، ومن الناحية الفقهية الأستاذ الدكتور أنس أبو عطا. ثم رجع للمغرب سنة 1420ه.
و نال شهادة من المجلس العلمي بالرباط بالوعظ والدعوة موقعة من رئيسه إذاك العباس بن عبد الله الجراري. والده هو أبو الحسن علي بن المنتصر، الأستاذ الدكتور في الهندسة الكهربائية وأحد كبار علماء الطاقة الذرية في العالم. وأمه هي أم الحسن نزهة بنت عبد الرحمن بن محمد الباقر بن محمد بن عبد الكبير الكتاني، وهي ابنة عمة والده. قد تزوج سنة 1421ه من السيدة أم محمد لمياء بنت محمد بن رضوان الزاكي التلمسانية ثم الرباطية الحاصلة على شهادة في برمجة الحاسوب والإجازة في الدراسات الإسلامية من جامعة محمد الخامس بالرباط.

## اعتقاله
تم اعتقاله من طرف السلطات المغربية على خلفية أحداث الدار البيضاء الإرهابية بتهمة التنظير للإرهاب، للفكر السلفي الجهادي، وحكم عليه ب 20 سنة سجنًا 

## مسيرته السياسية
درّس في مسجدي مكة المكرمة بسلا ومسجد الضياء بحي النهضة بالرباط، كما تولى خطبة الجمعة بمسجد مكة إلى أن أوقف عن الخطبة بسبب مشاركته في التوقيع على فتوى علماء المغرب في من تحالف مع الصليبيين ضد المسلمين، التي حرم فيها التعوان مع الولايات المتحدة ضد الإرهاب.

## مصنفاته
- . فقه الحافظ أحمد بن الصديق. ط.
- . زهر الربا في تفسير آيات الربا. ط.
- . التأويل عند علماء المسلمين. ط.
- . وصف «المحلى» لابن حزم الظاهري. ط.
- . الرد على الطاعن في أبي هريرة ط.
- . الرد على من قال باختلاف الأهلة واحتج بخبر كريب. ط.
- . حكم نكاح الكتابية. ط.
- . جزء الصلاة خلف المبتدع والمفتون. ط.
- . إلقاء الفهر على أصحاب السحر. ط.
- . ماهية الإقالة. ط.
- . الحركة الإسلامية في أفغانستان. (نشر في بعض المجلات).
- . الحركة الإسلامية في المغرب. (نشر في مجلة باكستانية).
- . استلهام رحمة الباري بترجمة شيخنا عبد الله الغماري.خ.
- . الجواب لأهل السنة والكتاب. خ.
- . تعليقات وتعقيبات على ترجمة التليدي لحسن الشبوكي. (ط. في موقع ملتقى أهل الحديث بالأنترنيت).و في دار الحديث الكتانية.
- . الأجوبة الوفية عن الأسئلة الزكية. ط مرتين بلبنان.
- . قناص الفوائد في الجرح والتعديل بمنهاج أهل السنة الأماجد. خ في عدة أجزاء لم يتم بعد.
- . تقديم «توجيه الأنظار» لابن الصديق. ط.
- . تخريج أحاديث «الدواهي المدهية للفرق المحمية» لأبي محمد جعفر الكتاني. ط.
- . تخريج وتحقيق «الرياض الريانية في الشعبة الكتانية» له. خ لم يتم.
- . إتحاف الخليل لشرح المرشد المعين بالدليل. في حوالي 80 شريط.
- . شرح «الدرر البهية» للشوكاني، بالاشتراك، في حوالي 80 شريط.
- . شرح «النصيحة الكافية» لأحمد زروق، في حوالي 25 شريط.
- . شرح «العقيدة القيروانية» في حوالي 20 شريط.
- . شرح عقيدة «منهاج المسلم» للجزائري في حوالي 10 أشرطة.
- . نظرات في الدعوة النجدية. ط. مرتين في لبنان.
- .مباحث في العذر بالجهل وإقامة الحجة. ط. بلبنان.
- .إظهار البشاشة في الجواب عن أسئلة سجن عكاشة.ط. بلبنان.
- .الجواب عن إشكال من حرم الإضراب. ط. بلبنان.
- .ذكر أسماء الأنبياء ومعانيها.

## وصلات خارجية
- الأستاذ العلامة محمد الحسن بن علي المنتصر الشريف الكتاني  موقع لنصرة حسن الكتاني المعتقل في السجون المغربية.
- محاكمات السلفية الجهادية بالمغرب الجزيرة.